# Diostrombus alcmena
Diostrombus alcmena är en insektsart som beskrevs av Ronald Gordon Fennah 1978. Diostrombus alcmena ingår i släktet Diostrombus och familjen Derbidae. Inga underarter finns listade i Catalogue of Life.